# Zendek
Zendek (niem. Schendek) – wieś sołecka w Polsce położona w województwie śląskim, w powiecie tarnogórskim, w gminie Ożarowice. Do 1 stycznia 1970 wieś należała do gromady Mierzęcice w powiecie zawierciańskim).
Wieś biskupstwa krakowskiego w księstwie siewierskim w końcu XVI wieku. W latach 1975–1998 miejscowość należała administracyjnie do województwa katowickiego.
We wsi znajduje się Parafia św. Stanisława Biskupa i Męczennika.

## Części wsi
| SIMC    | Nazwa    | Rodzaj    |
| ------- | -------- | --------- |
| 0222410 | Dąbrówka | część wsi |
| 0222427 | Ostrowy  | część wsi |
| 0222433 | Strąków  | część wsi |

## Historia
Tereny Zendka należą do historycznego obszaru księstwa siewierskiego. W sporządzonym w grudniu 1442 roku akcie sprzedaży Siewierza biskupom krakowskim Zendek został wymieniony wśród 10 miejscowości stanowiących własność biskupią.
Dalsze dzieje Zendka są ściśle związane z losami samego księstwa. W 1790 roku decyzją Sejmu Wielkiego ziemie księstwa zostały formalnie włączone do Rzeczypospolitej (do województwa krakowskiego). Po trzecim rozbiorze Polski w 1795 roku ziemie dawnego księstwa znalazły się w granicach Prus i zostały włączone do prowincji Nowy Śląsk.
W 1807 roku Napoleon Bonaparte utworzył z tych ziem księstwo olkusko-siewierskie. Po upadku Napoleona i po kongresie wiedeńskim w 1815 roku księstwo zostało włączone do Królestwa Polskiego (tzw. Królestwo Kongresowe), w efekcie czego znalazło się pod panowaniem rosyjskich carów.
W następnych latach rozpoczęła się stopniowa utrata formalnej niezależności Królestwa Polskiego od Rosji, w szczególności w efekcie represji po powstaniach - listopadowym (1830) i styczniowym (1863-1864). W 1837 roku zniesiono województwa, wprowadzając w ich miejsce gubernie - Zendek znalazł się w granicach guberni piotrkowskiej. W wyniku carskiej reformy administracyjnej wprowadzonej 1.01.1867 roku wieś znalazła się w gminie Sulików w powiecie będzińskim, należącym do guberni piotrkowskiej.
W czasie I wojny światowej od 1914 roku tereny te były pod okupacją niemiecką. W 1915 r. gminę przemianowano na Mierzęcice (w związku z przeniesieniem jej siedziby). Po odzyskaniu niepodległości i organizacji administracji państwowej w 1919 roku Zendek znalazł się w granicach województwa kieleckiego, w powiecie będzińsko-dąbrowskim. W 1923 roku powiat przemianowano na będziński. 1.01.1927 z północnej części powiatu będzińskiego utworzono powiat zawierciański.
Niektóre z zamieszczonych tu informacji wymagają weryfikacji.
Dokładniejsze informacje o tym, co należy poprawić, być może znajdują się w dyskusji tej sekcji.
 Po wyeliminowaniu niedoskonałości należy usunąć szablon [[Szablon:Dopracować|]] z tej sekcji.
We wrześniu 1939 roku Zendek znalazł się pod okupacją niemiecką. 26.11.1939 roku utworzono rejencję katowicką (Regierungsbezirk Kattowitz), do której przynależał powiat zawierciański, nazwany Landkreis Warthenau. Rejencja początkowo została włączona do pruskiej prowincji Śląsk (Provinz Schlesien). 18.01.1941 utworzono z rejencji katowickiej i opolskiej nową prowincję pod nazwą Górny Śląsk (Provinz Oberschlesien). W tym okresie każda wieś stanowiła osobną gminę.
W czasie II wojny światowej w południowej części Zendka powstało lotnisko zapasowe Luftwaffe (Schendek, od 1941 nazwane Udetfeld). Na terenie lotniska istniał poligon doświadczalny, na którym przeprowadzano testy nowych rodzajów broni, m.in. bomb kasetowych. Lotnisko stało się też miejscem testowania jedynych samolotów o napędzie rakietowym użytych w czasie II wojny światowej - Messerschmitt Me-163 Komet. 18 stycznia 1945 Niemcy opuścili lotnisko, częściowo niszcząc pasy startowe. Lotnisko zostało odbudowane po wojnie przez wojska sowieckie. Później przekazano je wojsku polskiemu. Stało się ono zalążkiem współczesnego portu lotniczego Katowice-Pyrzowice.
Po zakończeniu II wojny światowej Zendek wraz z reaktywowaną gminą Mierzęcice i całym powiatem zawierciańskim znalazł się w granicach województwa śląsko-dąbrowskiego (potem jego nazwę zmieniono na śląskie, w 1950 – katowickie, przejściowo w latach 1953-1956 – stalinogrodzkie).
W 1954 roku gminy zostały zlikwidowane. W ich miejsce powołano gromady. Zendek przynależał do gromady Mierzęcice. 1.01.1970 roku Zendek został przeniesiony do gromady Ożarowice w powiecie tarnogórskim. 1.01.1973 roku przywrócono gminy. Gromada Ożarowice wraz z gromadą Tąpkowice stały się jedną gminą Tąpkowice.
1.06.1975 roku w wyniku kolejnej reformy administracyjnej zniknęły powiaty, a Zendek wraz z całą gminą znalazł się w nowym (mniejszym) województwie katowickim. 1.01.1997 roku gmina Tąpkowice zmieniła nazwę na gminę Ożarowice. 1.01.1999 roku kolejna reforma administracyjna przywróciła powiaty. Gmina, a z nią Zendek, stała się częścią powiatu tarnogórskiego w województwie śląskim.

## Edukacja, sport i kultura
We wsi znajduje się Szkoła Podstawowa im. Jana Pawła II (wcześniej im. Janka Krasickiego) oraz filia biblioteczna nr 2.
Funkcjonuje tu LKS (Ludowy Klub Sportowy) Tęcza Zendek - sekcja piłki nożnej (klasa B, grupa Bytom).

## Komunikacja
Organizatorem komunikacji publicznej jest Zarząd Transportu Metropolitalnego w Katowicach.
Linie autobusowe przebiegające przez Zendek:
- 179 Mierzęcice - Zendek - Ożarowice - Tąpkowice - Świerklaniec - Tarnowskie Góry
- 103 Zendek - Ożarowice
- 625 Zendek - Mierzęcice
- 646 Zendek - Tąpkowice
- 717 Zendek - Ożarowice - Pyrzowice - Tąpkowice - Świerklaniec (linia szkolna). 